# Boeing B-29 Superfortress
B-29 Superfortress — американский тяжёлый бомбардировщик дальнего действия компании Boeing. Создан в 1941 году для стратегического противостояния милитаристской Японии.
В серийном производстве с декабря 1943 года. Крупносерийный выпуск мотивирован объявлением США войны Японии и вступлением США во Вторую мировую войну. Всего было построено около 4000 самолётов В-29 всех модификаций. Этот самолёт послужил образцом для развития мирового послевоенного тяжёлого самолётостроения.
В-29 — самый совершенный тяжёлый бомбардировщик периода 1943—1947 годов, воплотивший в себе многие технические решения, впервые реализованные в практике мирового самолётостроения. Первый в мире серийный бомбардировщик, оснащённый герметизированными кабинами для экипажа и оборонительным вооружением с централизованным управлением.
Название Superfortress («Суперкрепость») B-29 частично унаследовал от своего выдающегося предшественника — дальнего бомбардировщика B-17 Flying Fortress («Летающая крепость») (приставка «супер» подчёркивала превосходные качества новой машины). B-29 явился преемником B-17 в осуществлении стратегии и развитии тактики нанесения массированных бомбовых ударов по удалённым объектам противника.
С 1944 года происходит массированное боевое применение B-29 по японским густонаселённым территориям и военно-промышленным объектам. В августе 1945 года — нанесение ядерных ударов по Хиросиме и Нагасаки, что принесло B-29 всемирную известность. Эти бомбардировщики применялись и во время Корейской войны (1950—1953).
В СССР в 1945—1947 годах в целях обеспечения военно-стратегического паритета по указанию И. В. Сталина был создан методом обратной разработки и серийно выпускался дальний бомбардировщик Ту-4 — копия B-29.

## История создания
К началу Второй мировой войны командование Воздушного корпуса армии США пришло к выводу о необходимости создания стратегического бомбардировщика — проекту был присвоен шифр VHB (англ. Very Heavy Bomber — «очень тяжёлый бомбардировщик»). Однако, когда стало ясно, что данному бомбардировщику придётся бомбить цели на другой стороне Тихого океана, проект получил новое обозначение — VLR (англ. Very Long Range, «очень большая дальность»). Детальная проработка проекта VLR началась в 1940 году.
В конкурсе на постройку дальнего стратегического бомбардировщика участвовали четыре американские авиастроительные компании: «Consolidated» (позже «Convair»), «Boeing», «Douglas» и «Lockheed». Они предложили проекты бомбардировщиков под обозначениями XB-32, XB-29, XB-31 и XB-30 соответственно. Через некоторое время из конкурса выбыли «Douglas» и «Lockheed», а с двумя оставшимися заключили соглашение о проектировании тяжёлых бомбардировщиков. «Boeing» получила заказ на постройку более 1500 бомбардировщиков ещё до первого полёта прототипа. Заказ был не случайным — ещё в 1938 году компания направила командованию Авиакорпуса Армии США предложение по бомбардировщику B-17 с герметичной кабиной, позволяющей выполнять высотные полёты. Сначала военные отказывали «Боинг», но, как только характер войны изменился, и такой самолёт потребовался, военные изменили своё отношение к предложениям компании, которая вскоре представила сразу несколько проектов — Model 316, 322, 333, 334 и 341.
Первый прототип XB-29 поднялся в воздух 21 сентября 1942 года. ВВС США оговаривали максимальную скорость полёта в 644 км/ч, что оказало влияние на компоновку самолёта — среднеплан с крылом большого удлинения и фюзеляжем круглого сечения. За прототипами последовали 14 предсерийных самолётов YB-29.
Для обеспечения крупносерийного производства  самолёта были предприняты значительные усилия со стороны авиапромышленности США, в итоге B-29 собирали на четырёх заводах разных компаний. Серийное производство самолётов В-29 было развёрнуто на заводах Боинг в Cиэтле и Уичито, а также на заводах Мартин (Glenn L. Martin Company) и Белл (Bell Aircraft Co.).
Модификация бомбардировщика для доставки атомных бомб — B-29B Silverplate series — отличалась уменьшенной взлётной массой. Было убрано оборонительное вооружение, состоявшее из трёх пушек M2 и нескольких пулемётных турелей, что позволило повысить крейсерскую скорость, также были выполнены мелкие конструктивные доводки для увеличения живучести экипажа при атомном взрыве.
Применение В-29 в качестве первого массового носителя атомной бомбы перевело его стратегическое значение в новое качество, став одной из отправных точек гонки вооружений между СССР и США.

## Конструкция
Четырёхмоторный среднеплан.
Три герметичные кабины для экипажа: передняя — для семи человек: командир, второй пилот, штурман-бомбардир, бортинженер, старший штурман, штурман-оператор, бортмеханик, средняя (хвостовая) — для трёх стрелков и кормовая — для одного автономного стрелка. Передняя и средняя кабины сообщены между собой герметизированным цилиндрическим тоннелем (герметизированным лазом) — воздуховодом.
За передней кабиной располагался негерметичный бомбовый отсек, а за кабиной для стрелков — негерметичный отсек вспомогательной силовой установки.

## Производство
Заключению контракта с фирмой Боинг на крупносерийное производство бомбардировщика В-29 (проект «345») явилось свидетельством её высокого авторитета у ВВС США. Этот авторитет был обеспечен успешными довоенными проектами тяжёлых самолётов фирмы Боинг, доведенным до крупносерийного производства B-17 (В-307 — малосерийный, выпущено всего 6 машин) и накопленным опытом вариантного проектирования многочисленных перспективных инициативных разработок, в соответствии с изменяющимися требованиями заказчика (ВВС). Авторитет фирмы подкреплялся положительными отзывами о вариантных разработках модификаций крупносерийного бомбардировщика B-17 в направлении непрерывного повышения его боевых характеристик и первыми успехами массированного боевого применения бомбардировщиков B-17 на Европейском театре.
В марте 1942 года, по инициативе командования армейских ВВС США, с учётом увеличения заказа более чем на 1000 единиц, для окончательной сборки бомбардировщиков В-29, кроме старого завода Boeing в Уичито (штат Канзас) и нового завода Boeing в Рентоне (штат Вашингтон), были дополнительно привлечены два предприятия, принадлежавшие крупным авиастроительным корпорациям: завод Bell-Atlanta в Мариетте (штат Джорджия) — компании «Bell Aircraft Company», и завод Martin в Омахе (штат Небраска) — компании «Glenn L. Martin. С Glenn L» . Для производства агрегатов планера (крыло, мотогондолы, фюзеляж, оперение, шасси) были привлечены предприятия фирм-смежников: Chrysler, Hudson, Goodyear, Briggs, Murray и Cessna. Кроме того, для производства и поставок всех прочих комплектующих деталей и узлов для В-29 были задействованы предприятия по всей территории США.
- Завод Boeing в Уичито — с сентября 1943 по октябрь 1945 года, всего выпустил 1620 единиц в варианте В-29;
- Завод Boeing в Рентоне выпускал только в варианте В-29А;
- Завод Bell-Atlanta в Мариэтте — с февраля 1944 по январь 1945 года всего выпустил 357 единиц в варианте В-29 и перешёл на выпуск модифицированного варианта В-29В;
- Завод Martin в Омахе — с середины 1944 по сентябрь 1945 года всего выпустил 536 единиц в варианте В-29.
- В 1944 году планировалось после сворачивания выпуска бомбардировщиков B-17 в Сиэтле организовать там выпуск самолётов в модифицированном варианте В-29С-ВО (заказ 5000 единиц с завершением войны аннулирован).

Всего на всех предприятиях собрали и выпустили 3627 единиц В-29 всех основных вариантов: ХВ-29 — 3 единицы, YB-29 — 14 единиц, В-29, В-29А и В-29В.
Заказанный в 1944 году компании Боинг (как оказалось — завершающий модифицированный вариант — B-29D-BN, с установкой новых, более мощных моторов) — выпускался серийно с 1947 года — только заводом Boeing в Рентоне, под обозначением — В-50А-BN.
Серийное производство самолётов В-29 было развёрнуто на заводах Боинга в Сиэтле и Уичито, а также на заводах Мартин (Glenn L. Martin Company) и Белл (Bell Aircraft Co.). Всего было построено 3970 самолётов В-29 всех модификаций.
|       | 1     | 2     | 3     | 4     | 5     | 6     | 7     | 8     | 9     | 10    | 11    | 12    | Всего |
| ----- | ----- | ----- | ----- | ----- | ----- | ----- | ----- | ----- | ----- | ----- | ----- | ----- | ----- |
| 1942  |       |       |       |       |       |       |       |       |       |       |       | 3*    | 3     |
| 1943  |       |       |       |       |       |       | 7     | 4     | 15    | 13    | 18    | 35    | 92    |
| 1944  | 54    | 57    | 60    | 51    | 88    | 82    | 75    | 94    | 122   | 125   | 163   | 190   | 1161  |
| 1945  | 221   | 260   | 291   | 321   | 350   | 370   | 375   | 319   | 207   |       |       |       | 2714  |
| Всего | Всего | Всего | Всего | Всего | Всего | Всего | Всего | Всего | Всего | Всего | Всего | Всего | 3970  |

*XB-29

## Модификации В-29
| Тактико-технические данные основных серийных модификаций самолётов семейства Б-29 |                  |                  |                |              |
| Параметры/модификации                                                             | В-29             | В-29А            | В-29В          | В-50         |
| Размах крыла, м                                                                   | 43,05            | 43,36            | 43,05          | 43,05        |
| Длина самолёта, м                                                                 | 30,176           | 30,175           | 30,175         | 30,18        |
| Высота самолёта, м                                                                | 8,46             | 8,46             | 8,46           | 9,96         |
| Площадь крыла, м²                                                                 | 161,3            | 161,5            | 161,3          | 160,00       |
| Масса пустого, кг                                                                 | 31 815           | 32 368           | 31 298         | 38 426       |
| Бомбовая нагрузка максимальная, кг                                                | 9072(8)          | 9072(8)          | 10 342         | 12 700(9)    |
| Взлётная масса максимальная, кг                                                   | 61 235           | 61 235           | 62 142         | 78 471       |
| Марка двигателей:                                                                 | R-3350-23(1)     | R-3350-23(1)     | R-3350-41(1)   | PW R-4360-35 |
| Взлётная мощность, л. с.                                                          | 4×2200           | 4×2200           | 4×2200         | 4×3500       |
| Максимальная боевая мощность, л. с.                                               | 4×2439           | 4×2439           | 4×2439         | н.д.         |
| Максимальная скорость, км/ч (на высоте, м)                                        | 603,5(7620)      | 611(7620)        | 586(7620)      | 634 (9150)   |
| Крейсерская скорость на маршруте, км/ч                                            | 322÷402          | 322÷402          | 338÷362        | 393          |
| Время подъёма, мин (на высоту, м / при полётной массе, кг)                        | 38/(7620/38 895) | 38/(7620/38 895) | 38/7620/38 895 | н.д.         |
| Наибольшая вертикальная скорость набора высоты, м/с                               | 14,4             | 14,4             | 14,4           | 11,00        |
| Практический потолок, м                                                           | 9700             | 10 600           | 9750           | 11 200       |
| Дальность нормальная, км                                                          | 2575(2)          | 2900             | 2900           | 3853         |
| Дальность максимальная, км                                                        | 3230(3)          | 6437(3)          | 6759(4)        | 12 472       |
| Варианты бомбовой нагрузки, кг                                                    | 2268(7)÷9072(8)  | 2268(7)÷9072(8)  | 9072÷10 342    | 9100÷12 700  |

Примечания:
1 — более поздние серии имели двигатели R-3350-41, или R-3350-57;
2 — могла быть увеличена до 2900 км;
3 — на высоте 7620 м с грузом бомб 2268 кг максимальная дальность с дополнительными баками в бомбоотсеке — 9658 км;
4 — на высоте 3050 м с грузом бомб 8164 кг;
5 — в поздних сериях (с блока 40) число пулемётов в передней верхней турели увеличено до 4;
6 — в поздних сериях пушка демонтирована;
7 — 2268 кг при дальности 2575 км на больших высотах, 5443 кг при той же дальности на средних высотах;
8 — на низких высотах, при малой дальности.
9 — на внутренней подвеске — 9100 кг; дополнительно на внешних подвесках — 3600 кг;
В-29 — базовая серийная модель (центроплан крыла состоит из двух (левой и правой) частей — состыкованных между собой в плоскости симметрии крыла);
В-29А — серийная модификация базовой модели В-29, производимая только на новом заводе фирмы Boeing в Рентоне (центроплан крыла состоит из трёх (левой, средней-фюзеляжной и правой) частей состыкованных между собой в плоскостях бортовых нервюр крыла);
В-29В — модификация базового серийного В-29 в направлении увеличения боевой нагрузки, за счёт сокращения числа оборонительных артиллерийских установок;
В-50А — завершающий модифицированный вариант В-29А, заказанный компании Boeing в 1944 г. (первоначальное обозначение — B-29D-BN, с установкой новых, более мощных моторов) — выпускался серийно с 1947 г. — только заводом Boeing в Рентоне, под обозначением — В-50А-BN.

## Боевое применение
В бомбардировочных рейдах на Западноевропейском ТВД не применялись, использовались только на Тихоокеанском ТВД, с 1944 года.

Война была проиграна, когда у Японии забрали Марианские острова и когда мы услышали, что летят B-29... У нас в Японии не было ничего, что мы могли бы использовать против такого оружия.
— Принц Нарухико, глава Главного командования обороны Японии
18 японских пилотов стали лётчиками-асами, имея на своём счету от 5 и выше уничтоженных B-29. Наибольших успехов по уничтожению «суперкрепостей» достиг японский лётчик-ас Фуджирато Ито, им было поражено 37 американских B-29, из которых 17 или 9 было сбито и 20 было повреждено. Среди японских лётчиков, не добившихся звания аса по уничтожению «суперкрепостей» можно отметить факт, что они нередко использовали тактику воздушного тарана, известно 9 случаев когда B-29 сбивались подобной тактикой японских лётчиков.
Бортовыми стрелками B-29 были уничтожены 714 японских самолётов

### Корейская война
По данным американского исследователя Джо Бауэра, в Корейской войне (1950—1953) от действий истребителей противника потеряно 16 B-29 (но эти цифры не могут рассматриваться как полные, так как ещё было много «пропавших без вести», «сбитых неизвестно чем» и потерь в воздушных боях «по небоевым причинам»).
В то же время, по официальным американским данным (документ USAF Statistical Digest FY1953), ВВС США потеряли в Корее B-29 (бомбардировщиков), RB-29 (разведчиков) и SB-29 (спасательных):
- B-29: 17 от огня истребителей; 5 сбито огнём с земли; 2 сбито неизвестно чем; 27 потеряно в бою по небоевым причинам (столкновение с землёй или израсходование топлива в воздушном бою, или от огня с земли); 6 пропало без вести; 12 потеряно по «другим небоевым причинам»; 9 разбилось в катастрофах;
- RB-29: 1 потерян в бою по небоевым причинам; 2 пропало без вести; 1 потерян по «другим небоевым причинам»; 3 разбилось в катастрофах[12];
- SB-29: 1 разбился по небоевой причине[13].

Это даёт не менее 86 безвозвратных потерь самолётов типа B-29 в ходе войны
По другим данным самолетов было потеряно не менее 105 и возможно больше, так как некоторые довольно "спорные" и точно нельзя отнести к безвозвратным или поврежденным.
По советским данным, 69 B-29 было сбито советскими истребителями на МиГ-15, не считая сбитых китайскими истребителями.
Нейтральные западные исследователи[кто?], изучавшие применение B-29, указывают что потери бомбардировщиков от огня советских «МиГов» составили 44 самолёта. Больше всего B-29 было потеряно 12 апреля 1951 года, когда за один день было сбито или списано от огня советских МиГ-15 12 бомбардировщиков. Советский коэффициент побед над B-29 составлял 0,6, то есть примерно один реально сбитый самолёт на два заявленных лётчиками как уничтоженные.

## В-29 в СССР

### 1944 год
В 1944 году ВВС США самолётами В-29 начали осуществлять крупномасштабные операции по уничтожению японских военных объектов, дислоцирующихся как в метрополии, так и на оккупированной территории Китая. Командирам самолётов В-29 было предписано в случае получения повреждений от средств ПВО или истребителей противника и невозможности возвращения на свои базы производить вынужденную посадку на ближайшем советском аэродроме.
Июнь — ноябрь
Всего четыре самолёта В-29 пересекли границу СССР в районе советского Дальнего Востока после налетов на японские объекты, три из них были фактически интернированы СССР и не возвращены США (на основании договора о ненападении с Японией от мая 1941 года).
- 29 июля самолёт В-29-5-BW, (№ 42-6256), «Ramp Tramp» («Рэмп-Трэмп», в переводе с американского сленга — «Весёлый бродяга»), подбитый японской зенитной артиллерией над Аньшанем в Маньчжурии. Из-за повреждённого мотора командир корабля капитан Говард Джарелл решил не «тянуть» на свой аэродром и вошёл в воздушное пространство СССР. Самолёт перехватили истребители ВВС Тихоокеанского флота и привели его на аэродром военно-морской авиации «Центральная-Угловая», расположенный примерно в 30 км к северу от Владивостока. Самолёт принадлежал 771-й эскадрилье 462-й бомбардировочной группы ВВС США. Экипаж разбил оборудование в гермокабинах. Самолёт и экипаж интернированы. Самолёт остался на «Центральной-Угловой», а экипаж Джарелла переправили в особый отдел, который обеспечил доставку американцев в специальный сборный лагерь в Средней Азии.[21][22]

- 20 августа самолёт В-29А-I-BN, (№ 42-93829) Cait Paomat из 395-й эскадрильи 40-й группы, подбитый во время налёта на сталелитейные заводы в Явато (Явате). Перетянув через Амур, командир корабля Р. Мак-Глинн (Глини) отдал приказ покинуть самолёт. Все члены экипажа благополучно приземлились на парашютах. Неуправляемый самолёт врезался в сопку в верховьях р. Юли. Экипаж был интернирован.[21][22] В 1988 году обломки самолёта были найдены охотником. В 1990-х годах — сданы в металлолом.

Ноябрь
На советские аэродромы совершили вынужденную посадку два повреждённых самолёта: В-29-15-BW, (№ 42-6365) «Генерал Арнольд», командир корабля У. Прайс; и В-29-15-BW, (№ 42-6358) «Динг Хоа», ранее принадлежал 794-й эскадрилье ВВС США, командир корабля лейтенант Микиш. Самолёты и их экипажи интернированы.
- Самолёт В-29-15-ВW (№ 42-6365), «Генерал Х. Арнольд спешиел», принадлежащий 794-й эскадрилье 486-й группы, при боевом вылете на Японию попал в тайфун и был незначительно повреждён молнией. Командир корабля капитан У. Прайс потерял ориентировку, на остатках топлива довёл машину до побережья советского Дальнего Востока, произвёл посадку на аэродроме ВВС ТОФ «Центральная-Угловая»[22].
- Самолёт В-29-15-ВW (№ 42-6358), «Динг Хао» («Динг Хоа»), командир корабля лейтенант Микиш (Миклиш), бомбил г. Омуру, ушёл от цели на трёх моторах, четвёртый вывели из строя японские истребители, у дальневосточного побережья его встретили советские истребители и привели на аэродром[22].

Нарком военно-морского флота СССР адмирал Н. Г. Кузнецов приказал организовать изучение самолётов В-29. В связи с этим на Дальний Восток был направлен заместитель начальника лётной инспекции ВВС ВМФ подполковник С. Б. Рейдель, который работал ранее испытателем в Отдельном морском отряде Научно-испытательного института ВВС (ОМО НИИ ВВС), а затем — в НИИ ВВС военно-морского флота в Севастополе. С. Б. Рейдель освоил много типов самолётов, владел английским языком. Поскольку на ТОФ в то время не было пилотов, знакомых с американскими машинами (ленд-лизовские самолёты направлялись прямо на фронт), с Черноморского флота откомандировали ещё двух пилотов, летавших на американских А-20, один из них В. П. Марунов. Из состава ВВС ТОФ — инженеров А. Ф. Чернова и М. М. Круглова.
Все три машины В-29 получили в СССР бортовые номера в виде трёх последних цифр заводского номера: «256», «358», «365», которые нанесли на киле выше заводского номера, более крупными цифрами. На месте опознавательных знаков американских ВВС нарисовали красные звёзды.

### 1945 год
Лётчики ВВС ТОФ успешно осваивают самолёты В-29, выполняют полёты, определяют его основные данные. Один самолёт эксплуатируется в полку Дальней авиации.
Январь
Два самолёта В-29 находятся в расположении управления ВВС ТОФ и один — в 35-й отдельной дальнебомбардировочной авиационной эскадрилье, сформированной специально для испытаний В-29. В итоге в эскадрилью вошли два В-29 и один В-25. Полёты производились с аэродрома Романовский, имеющего хорошие подходы ввиду того, что он не был окружён сопками. Рейдель самостоятельно освоил В-29, используя документацию, найденную на одном из самолётов. Руление, подлёты и, наконец, взлёт.
Началось планомерное изучение и испытания В-29. В. П. Марунову и А. Ф. Чернову, на освоение самолёта Рейдель отвёл два дня. Бомбардировщик они изучали с толстым томом англо-русского словаря. На третий день Рейдель официально принял у них зачёт.
- 9 января: Произвели четыре вывозных полёта… Рейдель на месте второго пилота, Марунов — на месте командира.
- 11 января: Марунов совершил на В-29 первый самостоятельный полёт, после которого стал летать самостоятельно.

В ходе испытаний были определены основные лётно-технические данные самолёта В-29, которые оказались несколько ниже официальных данных, заявленных фирмой Боинг. В частности:
1. Достигнутая на испытаниях максимальная скорость не превышала 580 км/час; набор высоты 5000 м занимал 16,5 мин (возможно, занижение характеристик было связано с тем, что самолёт подвергался ремонту).
2. Было выполнено несколько высотных полётов, полётов на проверку предельной дальности по замкнутому маршруту, полёты в зону, на бомбометание.

Май
СССР повторно (первый запрос был сделан ещё 19 июля 1943) запросил американскую сторону о передаче СССР 120 ед. бомбардировщиков В-29 для использования на Дальнем Востоке против Японии. Американская сторона отказала.
Испытания В-29 на Дальнем Востоке продолжались до 21 июня 1945 года.
Июнь — июль
Два самолёта В-29 перегнали в Москву.
- 21-22 июня: на аэродроме Угловая силами ИТС ТОФ произведена подготовка первого самолёта В-29 к перегонке в Москву. Группой инженеров были разработаны инструкции по подготовке самолёта, проверке оборудования и технике пилотирования. Перегонку первой машины, В-29 (42-6365), с повреждённым оборудованием — разбитым американским экипажем, выполнял экипаж под командованием опытнейшего пилота — подполковника С. Б. Рейделя, второй пилот Моржаков, бортинженер М. М. Круглов. По другим данным, обязанности бортинженера выполнял инженер-майор Н. А. Кравцов, за что Рейдель и Кравцов были награждены орденами Ленина.
- 23 июня: первый самолёт В-29 (42-6365) совершил посадку на аэродроме в Измайлове на окраине Москвы. С учётом весьма короткой взлётно-посадочной полосы перед посадкой пришлось выработать остатки горючего. Там располагался 65-й полк особого назначения, совмещавший транспортные и экспериментально-испытательные задачи в системе морской авиации.
- На аэродроме в Измайлове благополучно приземлился второй самолёт В-29, пилотируемый Маруновым.
- В Москву с Дальнего Востока перелетел и третий самолёт В-29.

Все три интернированных самолёта В-29 были перегнаны на центральный Московский аэродром в Щёлкове, а «Рэмп-Трэмп» сначала перегнали в Балбасово, г. Орша, а затем в ЛИИ, г. Жуковский.
Самолёт В-29 (42-6256) «Рэмп-Трэмп» по просьбе командующего дальней авиацией маршала А. Е. Голованова перегнали из Щёлкова на аэродром Балбасово под г. Оршей, где дислоцировался 890-й дальнебомбардировочный авиаполк.
- 1 июля: 890-й полк ДА, командир полка Э. К. Пусэп располагал 9 самолётами Пе-8, 12 самолётами B-17 (модификаций F и G) и 19 самолётами В-25. Другой полк той же дивизии доукомплектовывался самолётами В-24. Сосредоточенные в этих полках американские самолёты в основном были восстановлены после совершения ими вынужденных посадок в ходе боевых действий в Восточной Европе.

Лётчики этих полков осваивали американские четырёхмоторные бомбардировщики. Самолёт В-29 сочли близким родственником самолёта B-17, поскольку эти машины были спроектированы конструкторами одной фирмы Боинг.
В 890-м полку на В-29 «Рэмп-Трэмп» летал экипаж Н. А. Ищенко. На самолёте была сохранена бортовая надпись «Рэмп Трэмп» и изображение небритого бродяги. На многих других американских машинах этого полка были сохранены бортовые надписи, эмблемы, знаки соединений, на килях B-17, по требованию бдительных политработников, запрещено было оставлять только картинки с обнажёнными девицами. По воспоминаниям К. Иконникова, на его B-17F был изображён заяц с бомбой.
В связи с принятием решения о копировании В-29 № 42-6256 «Рэмп-Трэмп» перегнали из Балбасова в ЛИИ, г. Жуковский. Перелёт производил смешанный экипаж: от 890-го полка — командир корабля Н. А. Ищенко, а от ЛИИ — лётчик-испытатель М. Л. Галлай, который осваивал пилотирование во время перелёта. В ЛИИ этот В-29 принял экипаж Н. С. Рыбко (второй пилот И. И. Шунейко).
В ЛИИ самолёт В-29-5-BW (№ 42-6256), «Рэмп-Трэмп», использовался для обучения лётного состава, а затем — в качестве лётной лаборатории, для доводки новой силовой установки для самолёта «Б-4».
- В ночь с 10 на 11 июля самолёт В-29-15-BW № 42-6365 «Генерал Арнольд» доставили на Центральный московский аэродром им. Фрунзе и установили в большом ангаре. После осмотра А. Н. Туполевым и его помощниками самолёт расстыковывали, а затем разобрали для технического описания, разработки эскизов и рабочих чертежей для копируемого советского аналога, самолёта «Б-4».

Самолёт В-29-15-BW (№ 42-6358) «Динг Хоа» был сохранён в качестве эталона.
Все три интернированных самолёта В-29 были перегнаны на центральный Московский аэродром в Щёлкове и в ЛИИ. В частности:
1. Самолёт В-29-5-BW (№ 42-6256) «Рэмп-Трэмп» использовался в качестве лётной лаборатории для доводки новой силовой установки для самолёта «Б-4».
2. Самолёт В-29-15-BW (№ 42-6365) «Генерал Арнольд» был разобран в ангаре центрального аэродрома для разработки эскизов и рабочих чертежей самолёта «Б-4».
3. Самолёт В-29-15-BW (№ 42-6358) «Динг Хоа» был сохранён в качестве эталона[21].

Август
В ходе войны с Японией американский В-29 был обнаружен двумя парами самолётов Як-9, перехвачен и обстрелян в районе корейского аэродрома Канко, где базировался советский 14-й истребительный авиаполк ВВС Тихоокеанского флота. В результате обстрела у В-29 загорелся первый двигатель (крайний левый), и он сразу совершил посадку на аэродроме Канко.
НКАП направил в НКО письмо следующего содержания: 

По имеющимся данным, в Корее на территории расположения наших войск находится В-29. В связи с этим НКАП просил принять меры по перегону самолёта в СССР, а если это невозможно, то демонтировать необходимые агрегаты и оборудование.
Однако, поскольку это событие произошло после объявления СССР войны Японии, и, соответственно, денонсации договора о нейтралитете, самолёт после ремонта пришлось вернуть американцам.
В дальнейшем судьбы трёх самолётов В-29 в СССР сложились следующим образом:
- Самолёт В-29-15-BW, (№ 42-6358) «Динг Хоа», советский бортовой номер «358» (эталон), так и простоял на аэродроме в Измайлове до конца 1950-х годов, где его время от времени осматривали различные специалисты. В частности, представители военно-воздушной академии скрупулёзно изучали мотоустановку, произвели её подробные описания и схемы. Летать этой машине больше не довелось.
- Самолёт В-29-15-BW, (№ 42-6365) «Генерал Арнольд», советский бортовой номер «365», по частям доставили в Казань, на завод № 22, где с декабря 1945 года его начали собирать вновь. Но в первоначальный вид эту машину так и не привели в связи с тем, что с начала 1946 года в ОКБ Туполева, для ускорения постройки опытного пассажирского самолёта «70» (Ту-70) — пассажирского варианта Б-4, использовали ряд узлов и агрегатов от В-29 «365». В частности, взяли целиком отъёмные консоли крыла, мотогондолы (габариты двигателей R-3350 и АШ-73ТК были весьма близки), закрылки, основные опоры шасси, хвостовое оперение. Кое-что использовали и от В-29, разбившегося под Хабаровском.
- Самолёт В-29-5-BW, (№ 42-6256), «Рэмп-Трэмп», советский бортовой номер «256», интенсивно эксплуатировался в ЛИИ в качестве лётной лаборатории, для доводки новой силовой установки для самолёта «Б-4», вплоть до поступления в ЛИИ серийных Ту-4.

### 1948—1949
Апрель 1948: В-29 «Рэмп-Трэмп» перелетел в Казань, на завод № 22, где подвергся конструктивным доработкам — под правым крылом, между мотогондолами, смонтировали узлы крепления пилона для внешней подвески, для использования в качестве носителя экспериментального германского ракетного самолёта «DFS 346» немецкого конструктора Г. Рессинга.
В 1948—1949: самолёт — носитель В-29 «Рэмп-Трэмп» взлетал с военного аэродрома в «Тёплом Стане» (ныне жилой район Москвы) и сбрасывал безмоторные варианты ракетного самолёта «346-П» и «346-1», которые пилотировали лётчики-испытатели: германский — В. Цизе и советский — П. И. Казьмин. После завершения программы испытаний В-29 вернули в ЛИИ, где непродолжительное время он использовался для небольших исследовательских работ, после чего был списан и разобран на металлолом.

## MX-767 Banshee
В 1946 году комиссия по снабжению только что сформированных ВВС США рассматривала возможность создания на базе B-29 межконтинентального самолёта-снаряда, несущего ядерную боеголовку. Военным хотелось создать носитель атомного оружия, способный поражать объекты в Европе непосредственно с территории США — что пилотируемый B-29 сделать не мог. Переоснащение машины в беспилотный самолёт-снаряд позволяло увеличить вдвое боевой радиус (за счет отсутствия необходимости возвращения на базу).
Программа получила индекс MX-767 «Banshee» и рассматривалась как «промежуточное» решение до запуска в серию межконтинентального бомбардировщика Convair B-36. Было выполнено несколько исследовательских полетов B-29 с целью отработки навигационного оборудования в рамках данной программы. Практика показала, что для превращения B-29 в межконтинентальный самолёт-снаряд придётся осуществить значительный объём исследовательских работ в области навигации беспилотных аппаратов, и программа была остановлена в 1950 году, как только на вооружение начали поступать B-36.

## Известные B-29
- Enola Gay (сер. номер 44-86292) — самолёт, сбросивший атомную бомбу на Хиросиму. Находится в Национальном музее авиации и космонавтики.
- Bockscar (сер. номер 44-27297) — самолёт, сбросивший атомную бомбу на Нагасаки. Находится в Национальном музее ВВС США.
- Command Decision (сер. номер 44-87657) — самолёт, бортстрелки которого одержали пять воздушных побед над истребителями МиГ-15 в ходе Корейской войны.
- FIFI[англ.] (сер. номер 44-62070) и Doc[англ.] (сер. номер 44-69972) — последние полётопригодные B-29. FIFI c 2006 по 2010 год не поднимался в небо из-за проблем с двигателями (их «ремонт» осуществлялся простой заменой на имеющиеся на складах, однако эти запасы подошли к концу[25]). С августа 2010 Fifi снова в небе после установки новых (не «родных») двигателей.

## Технические данные
Приведенные характеристики соответствуют модификации B-29.
Источник данных: Standard Aircraft Characteristics ; Loftin L. K., Jr., 1985.

Технические характеристики
- Экипаж: 11 (пилот, второй пилот, бортинженер, штурман, радист, оператор РЛС, штурман-бомбардир, 4 стрелка)
- Длина: 30,18 м
- Размах крыла: 43,04 м
- Высота: 8,47 м
- Площадь крыла: 159,79 м²
- Стреловидность по передней кромке: 7° 1' 26
- Коэффициент удлинения крыла: 11,5
- Средняя аэродинамическая хорда: 3,92 м
- Профиль крыла: Boeing 117
- Колея шасси: 8,69 м
- Масса пустого: 32 432 кг
- Масса снаряжённого: 36 652 кг
- Максимальная взлётная масса: 63 503 кг
- Максимальная посадочная масса: 61 235 кг
- Масса в бою: 45 926 кг
- Масса топлива во внутренних баках: 25 482 кг (с баками в бомбоотсеках)
- Объём топливных баков: 35 443 л (с баками в бомбоотсеках)
- Силовая установка: 4 × воздушного охлаждения Wright R-3350-79
- Мощность двигателей: 4 × 2200 л. с. (4 × 1640 кВт)
- Воздушный винт: четырёхлопастной изменяемого шага Hamilton Std 6526A-6
- Диаметр винта: 5,05 м
- Коэффициент лобового сопротивления при нулевой подъёмной силе: 0,0241
- Эквивалентная площадь сопротивления: 3,82 м²

Лётные характеристики
- Максимальная скорость: 604 км/ч (на высоте 9144 м)
- Крейсерская скорость: 547 км/ч
- Скорость сваливания: 191 км/ч (при максимальной взлётной массе)
- Боевой радиус: 3413 км
  - с максимальной боевой нагрузкой: 2715 км
- Практическая дальность: 6380 км
  - с максимальной боевой нагрузкой: 4865 км
- Перегоночная дальность: 8321 км (с максимальным запасом топлива, без бомб)
- Практический потолок: 12 070 м (при боевой массе)
- Скороподъёмность: 8,26 м/с
- Время набора высоты:
  - 3048 м за 23,5 мин
  - 6096 м за 61,5 м
- Нагрузка на крыло: 397,4 кг/м² (при максимальной взлётной массе)
- Длина разбега: 1594 м (при максимальной взлётной массе)
- Длина пробега: 680 м* Аэродинамическое качество: 16,8

Вооружение
- Стрелково-пушечное: 12 × 12,7 мм пулемётов с 500 патр. каждый
  - 4 сверху фюзеляжа спереди
  - 2 сверху фюзеляжа сзади
  - 2 под фюзеляжем спереди
  - 2 под фюзеляжем сзади
  - 2 в корме
- Боевая нагрузка:  
  - нормальная: 4536 кг
  - максимальная: 9072 кг
- Бомбы: свободнопадающие:
  - 40 × 227 кг
  - 12 × 454 кг
  - 8 × 907 кг
  - 4 × 1814 кг